# Hårstreck
Hårstreck avser inom typografi de tunnare streck eller delar i en bokstavsform, exempelvis det horisontella och det högerlutande strecket i bokstavsformen A. (Märk att i ett linjär-teckensnitt är dessa streck i regel jämntjocka.)
Beskrivningen eller utformningen av hårstrecken hos ett teckensnitt ligger bl.a. till grund för till vilken typkaraktär eller teckenfamilj det hör.